# محمد بن مقاتل
أَبو الحسن محمد بن مقاتل المروزي الكسائي توفي عام 226 هـ أحد العلماء ومن رواة الحديث عند أهل السنة والجماعة.
كان كثير الرواية للحديث وهو من أجلاء أصحاب عبد الله بن المبارك. أصله من مرو، ثم سكن بغداد، ثم جاور بمكة ومات بطريقها. سمع عبد العزيز الدراوردي وعبد الله بن المبارك وعباد بن العوام ويحيى بن عبد الملك بن أبي عتبة وغيرهم، روى عنه أحمد بن حنبل ومحمد بن إسماعيل البخاري وأبو زرعة وأبو حاتم الرازيان وإسماعيل بن عبد الله الأصبهاني ومحمد بن عبد الرحمن الشامي وغيرهم. قال أبو يعلى الخليلي: «ثقة، متفق عليه.» وذكره ابن حبان في الثقات وقال: «كان متقناً.» وقال الذهبي:«ثقة صاحب حديث.»